# Landkreis Landsberg (Warthe)

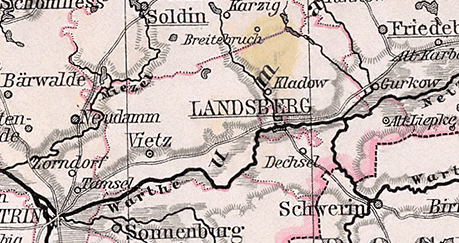
Das Kreisgebiet 1905

Der Landkreis Landsberg (Warthe), bis 1892 Kreis Landsberg (Warthe), bis ins 19. Jahrhundert auch Landsberger Kreis genannt, war ein Landkreis in der preußischen Provinz Brandenburg, der bis 1945 bestand. Sitz der Kreisverwaltung war Landsberg an der Warthe. Heute gehört das ehemalige Kreisgebiet überwiegend zum polnischen Powiat Gorzowski in der Woiwodschaft Lebus. Der Landkreis Landsberg (Warthe) umfasste zuletzt die Stadt Vietz sowie 94 weitere Gemeinden und zwei forstliche Gutsbezirke.

## Verwaltungsgeschichte
In der nachmittelalterlichen Zeit bildete sich in der Mark Brandenburg eine Gliederung in Kreise heraus. Einer dieser historischen Kreise war der Landsberger Kreis bzw. der Kreis Landsberg, der einen der drei sogenannten Vorderkreise in der Neumark bildete. Das Landratsamt war in der Stadt Landsberg a./Warthe. Im Rahmen der Bildung von Provinzen und Regierungsbezirken in Preußen erfolgte 1816 im Regierungsbezirk Frankfurt eine Kreisreform, bei der der Kreis Landsberg die Orte Blumberg, Groß und Klein Kammin, Ludwigsgrund, Tamsel, Warnick und Wilhelmsbruch an den neuen Kreis Cüstrin abtrat. Zum 1. Januar 1836 wurde der Kreis Cüstrin wieder aufgelöst und die Orte, die bis 1816 zum Kreis Landsberg gehört hatten, kehrten wieder in den Kreis Landsberg zurück.
Am 1. Juli 1891 wurde der Gutsbezirk Briesenhorst aus dem Kreis Soldin in den Kreis Landsberg a./Warthe eingegliedert. Am 1. April 1892 schied die Stadt Landsberg a./Warthe aus dem Kreis aus und bildete fortan einen eigenen Stadtkreis. Damit erhielt der Kreis Landsberg a./Warthe die Bezeichnung Landkreis. In den 1920er Jahren setzte sich die Bezeichnung „Landsberg (Warthe)“ durch.
Gegen Ende der 1920er Jahre wurden im Kreis Landsberg an der Warthe nahezu alle Gutsbezirke aufgelöst und benachbarten Landgemeinden zugeteilt. Im Zweiten Weltkrieg eroberte im Februar 1945 die Rote Armee das Kreisgebiet und stellte es im März/April 1945 unter die Verwaltung der Volksrepublik Polen. Diese vertrieb in der Folgezeit die Einwohner und ersetzte sie durch Polen.

## Einwohnerentwicklung

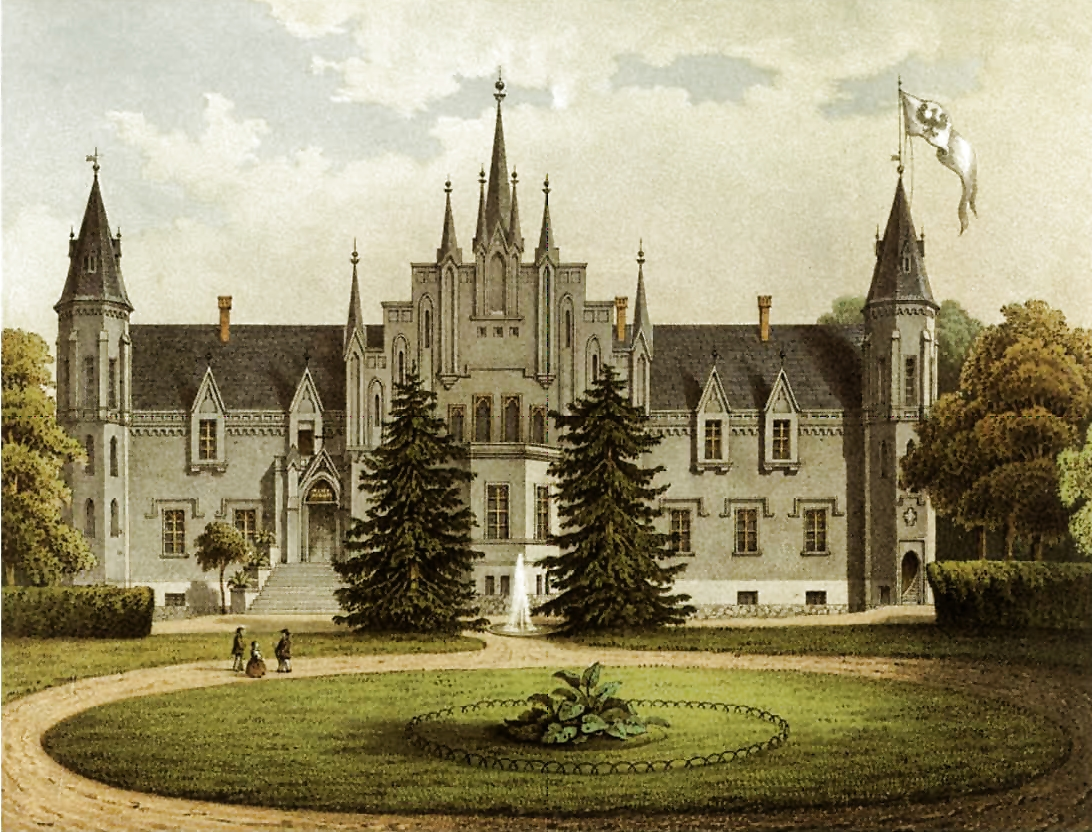
Rittergut Hohenwalde um 1863, Sammlung Alexander Duncker

| Jahr | Einwohner | Quelle |
| ---- | --------- | ------ |
| 1750 | 12.478    | [ 5 ]  |
| 1796 | 34.111    | [ 6 ]  |
| 1816 | 36.239    | [ 7 ]  |
| 1840 | 58.448    | [ 8 ]  |
| 1871 | 77.738    | [ 9 ]  |
| 1890 | 61.683    | [ 1 ]  |
| 1900 | 58.548    | [ 1 ]  |
| 1910 | 55.613    | [ 1 ]  |
| 1925 | 55.919    | [ 1 ]  |
| 1933 | 55.094    | [ 1 ]  |
| 1939 | 52.481    | [ 1 ]  |

## Landräte
- 1722–1730 Friedrich Wilhelm von Schöning
- 1730–1744 George Wilhelm von Schöning
- 1744–1776 Hans Wotislaw von Wobeser
- 1776–1792 Christian Wilhelm von Beerfelde
- 1792–1802 Christian Stephan von Schöning
- 1803–1808 Christian Ludwig Adolph von Rhade[10]
- 1813–1840 Wilhelm Sturm
- 1840–1841 Albert Borsche (kommissarisch)
- 1841–1847 Gustav Honig
- 1847–1849 Wilhelm Flottmann
- 1849–1863 Rudolf von Dewitz (1815–1863)
- 1863–1897 Robert Jacobs
- 1897–1905 Arnold Wahnschaffe
- 1905–1914 Max Constantin Karl Wolfgang Graf Clairon d’Haussonville (1869–1923)[11]
- 1914–1918 Berthold Thon (* 1847) (vertretungsweise)
- 1919–1922 N.N.; 1920 nachweislich Max Constantin Karl Wolfgang Graf Clairon d’Haussonville[12]
- 1923–1930 Hugo Swart
- 1930–1937 Hans Faust
- 1937–1944 Friedrich von Alten
- 1944–1945 Johann Dietrich Lauenstein[13]

## Kommunalverfassung
Der Kreis Landsberg gliederte sich zunächst in die Stadt Landsberg a./Warthe, in Landgemeinden und – bis zu deren nahezu vollständiger Auflösung im Jahre 1928 – in Gutsbezirke. Mit Einführung des preußischen Gemeindeverfassungsgesetzes vom 15. Dezember 1933 gab es ab dem 1. Januar 1934 eine einheitliche Kommunalverfassung für alle preußischen Gemeinden. Mit Einführung der Deutschen Gemeindeordnung vom 30. Januar 1935 trat zum 1. April 1935 im Deutschen Reich eine einheitliche Kommunalverfassung in Kraft, wonach die bisherigen Landgemeinden nun als Gemeinden bezeichnet wurden. Diese waren in Amtsbezirken zusammengefasst. Am 1. Juli 1935 erhielt die Gemeinde Vietz (Ostb.) das Stadtrecht.

## Verkehr
Landsberg an der Warthe wurde schon 1857 durch die Strecke Küstrin–Schneidemühl der staatlichen Preußischen Ostbahn, die parallel zu Warthe und Netze nach Osten führte, an das neu entstehende Eisenbahnnetz angeschlossen >115.0<.
Die Stargard-Cüstriner Eisenbahn-Gesellschaft kam 1882 hinzu, berührte aber nur die Station Berneuchen im Nordwestzipfel des Kreises >116.a<.
Erst um die Jahrhundertwende wurde Landsberg zum lokalen Knotenpunkt. 1896/99 führte die Preußische Staatsbahn eine Nebenbahn nach Meseritz >116.f< und 1912 die Linien nach Soldin und Zielenzig >116.d+h<.
Wegen der Grenzziehung nach dem Jahre 1919 erbaute die Deutsche Reichsbahn 1935/36 eine Verbindung von Schwerin nach Kreuz, die den Südosten des Kreises durchzog >116.g<.
Die Zahlen in >< beziehen sich auf das Deutsche Kursbuch 1939.

## Städte und Gemeinden

### Stand 1945
Dem Landkreis Landsberg (Warthe) gehörten 1945 die folgenden Gemeinden an:
- Alexandersdorf
- Alt Gennin
- Altensorge
- Annenaue
- Balz
- Bergkolonie
- Berkenwerder
- Berneuchen
- Beyersdorf
- Blockwinkel
- Blumberg
- Blumenthal
- Borkow
- Briesenhorst
- Brückendorf
- Bürgerbruch
- Christophswalde
- Cocceji-Neudorf
- Cocceji-Neuwalde
- Dechsel
- Derschau
- Diedersdorf
- Döllensradung
- Dühringshof
- Egloffstein
- Eulam
- Fichtwerder
- Gennin
- Gerlachsthal
- Giesen
- Giesenaue
- Gralow
- Groß Kammin
- Gürgenaue
- Hagen
- Heinersdorf
- Himmelstädt
- Hohenwalde
- Hopfenbruch
- Jahnsfelde
- Johanneshof
- Johanneswunsch
- Karolinenhof
- Kattenhorst
- Kernein
- Kladow
- Landsberger Holländer
- Liebenow
- Lindwerder
- Lipke
- Lipkeschbruch
- Loppow
- Lorenzdorf
- Lossow
- Lotzen
- Louisenaue
- Ludwigshorst
- Ludwigsruh
- Marienspring
- Marienwiese
- Marwitz
- Massin
- Massow
- Morrn
- Neuendorf
- Ober Alvensleben
- Ober Gennin
- Plonitz
- Pollychen
- Pollychener Holländer
- Pyrehne
- Ratzdorf
- Raumerswalde
- Rohrbruch
- Roßwiese
- Schönewald
- Schützensorge
- Seidlitz
- Stennewitz
- Stolberg Nm.
- Stolzenberg
- Tamsel
- Tornow
- Unter Gennin
- Vietz (Ostb.), Stadt
- Warnick
- Wepritz
- Wildenower Försterei
- Wormsfelde
- Woxholländer
- Zantoch
- Zanzhausen
- Zanzin
- Zechow
- Zettritz

Zum Landkreis gehörten außerdem die gemeindefreien Gutsbezirke Forst Landsberger Heide und Forst Massiner Heide. Des Weiteren gesondert zu Massin zugehörig und weitestgehend eigenständig war das Haus Griffgenstein. Zu Himmelstädt gehörte wiederum die Domäne Cladow. Weitere Gutsareale, insbesondere die Vorwerke Jägerswerder oder Zanzin, sind nur in den Güter-Adressbüchern erfasst. Einen Sonderstatus kommt den Gütern Kuhburg-Seidlitz und Sophienaue zu.

### Vor 1945 aufgelöste Gemeinden
- Albrechtsthal, 1929 zu Lipke
- Antoinettenlust, 1929 zu Louisenaue
- Bayershorst, 1929 zu Ludwigshorst
- Bergenhorst, 1929 zu Ludwigshorst
- Bernhardinenhof, 1929 zu Lipke
- Christiansaue, 1929 zu Lipkeschbruch
- Esperance, 1929 zu Louisenaue
- Friedrichsberg, 1938 zu Dühringshof
- Friedrichsthal, 1929 zu Johanneshof
- Groß Rehne, 1929 zu Brückendorf
- Klein Kammin, 1929 zu Stolberg Nm
- Kleinheide, 1929 zu Balz
- Klementenschleuse, 1929 zu Johanneshof
- Leopoldsfahrt, 1931 zu Derschau
- Liebenthal, 1930 zu Blockwinkel
- Logau, 1935 zu Woxholländer
- Ludwigsthal, 1929 zu Ludwigshorst
- Meyershof, 1929 zu Eulam
- Neu Gennin, 1929 zu Gennin
- Nieder Alvensleben, 1929 zu Massow
- Pyrehner Holländer, 1929 zu Brückendorf
- Rodenthal, 1931 zu Derschau
- Scharnhorst, 1934 zu Vietz
- Spiegel, 1929 zu Döllensradung
- Wilhelmsbruch, 1929 zu Stolberg Nm.

### Namensänderungen
In den 1920er und 1930er Jahren wurde die Schreibweise für folgende Orte geändert:
- Czettritz → Zettritz
- Louisenaue → Luisenaue
- Vietz → Vietz (Ostb.)